# Хейвард (Калифорния)
Хейвард (англ. Hayward) — город в США в штате Калифорния, округ Аламида. 
Площадь — 165,108 км², население — 144 186 человек (2010).

## История
Город был основан мексиканцами в 1841 году. Название Хейвардс он получил в 1860 году, в 1910 году переименован в Хейвард. Город был практически полностью разрушен в результате землетрясения 1868 года, но во второй половине XIX века устойчиво рос, развиваясь в основном за счёт крупных фруктовых плантаций. Статус города получил в 1876 году.
В 1919 году был открыт мост, соединивший Хейвард с полуостровом Сан-Франциско. До Второй мировой войны в городе существовала достаточно крупная японская община.
В 2016 году город был награждён премией All-America City Award (с англ. — «Всеамериканский город») присуждаемой Национальной гражданской лигой, которую неофициально называют «Нобелевской премией за конструктивное гражданство» и которая выдается за активную гражданскую позицию жителей некорпоративных сообществ Соединённых Штатов в жизни местного самоуправления.

## Демография
Согласно переписи 2010 года в Хейварде проживает 144 186 человек. Плотность населения составляет 873,3 чел./км². Расовый состав: 34,2 % белые, 11,9 % чернокожие, 22 % азиаты (10,4 % филиппинцы, 3 % индийцы, 3,9 % китайцы, 2,7 % вьетнамцы, 0,5 % японцы, 0,5 % корейцы), 1 % коренных американцев, 3,1 % гавайцев или выходцев с островов Океании, 20,8 % другие расы, 7,1 % потомки двух и более рас.

## Экономика
Основой экономики города с начала XX века и до 1980-х годов были консервный и соляной заводы, ныне закрытые. Сейчас в городе расположены кондитерская и мясная фабрика, автобусный завод, завод по производству безалкогольных напитков.